# Kosmos (satelliet)
Kosmos (Russisch: Космос) is de naam van een serie satellieten die sinds 16 maart 1962, met de lancering van Kosmos 1, door de Sovjet-Unie - nu Rusland - worden gelanceerd. Sommige van deze satellieten hebben wetenschappelijke, andere militaire doelstellingen. Op 25 december 2008 werd Kosmos 2449 gelanceerd.
De eerste Kosmos werd gelanceerd op 16 maart 1962 met de bedoeling om de ionosfeer en de binnenste stralingsgordel te onderzoeken en had een omlooptijd van 96 minuten. Hij stortte ruim een maand later op 25 april neer. Op 6 april 1962 werd de tweede Kosmos met hetzelfde wetenschappelijke doel gelanceerd. Deze had een omlooptijd van 1 uur en 42 minuten.
Op 24 januari 1978 desintegreerde Kosmos 954 in de aardse atmosfeer, waardoor radioactief afval van zijn nucleaire reactor boven Canada terechtkwam. 
Op 10 februari 2009 botste Kosmos-2251 op 790 kilometer boven Noord-Siberië met een communicatiesatelliet van het Amerikaanse bedrijf Iridium. De Kosmos-2251 werd in 1993 gelanceerd en was sinds meer dan tien jaar niet meer in gebruik. Het is de eerste botsing tussen satellieten van dergelijke omvang. De honderden brokstukken kunnen problemen veroorzaken voor andere satellieten.